# Tortillano Tumasis
Tortillano T. Tumasis (ur. 24 lipca 1934 w Iloilo) – filipiński zapaśnik walczący w obu stylach. Dwukrotny olimpijczyk. Zajął osiemnaste miejsce w stylu klasycznym i wolnym na igrzyskach w Tokio 1964 i dziewiętnaste w stylu klasycznym w Meksyku 1968, w stylu klasycznym. Walczył w kategorii 57 – 63 kg.
Piąty na igrzyskach azjatyckich w 1958 roku.

## Letnie Igrzyska Olimpijskie 1964
| Konkurencja          | Rundy eliminacyjne   | Klas. końcowa |
| Konkurencja          | Przeciwnik I         | Miejsce       |
| -------------------- | -------------------- | ------------- |
| 57 kg styl klasyczny | Michele Toma (ITA) P | 18.           |

| Konkurencja      | Rundy eliminacyjne  | Rundy eliminacyjne     | Klas. końcowa |
| Konkurencja      | Przeciwnik I        | Przeciwnik II          | Miejsce       |
| ---------------- | ------------------- | ---------------------- | ------------- |
| 57 kg styl wolny | János Varga (HUN) P | Choi Yeong-gil (KOR) P | 18.           |

## Letnie Igrzyska Olimpijskie 1968
| Konkurencja          | Rundy eliminacyjne   | Rundy eliminacyjne     | Klas. końcowa |
| Konkurencja          | Przeciwnik I         | Przeciwnik II          | Miejsce       |
| -------------------- | -------------------- | ---------------------- | ------------- |
| 63 kg styl klasyczny | Léonard Dutz (BEL) P | Simion Popescu (ROU) P | 19.           |